# Takahiko Kozuka
Takahiko Kozuka (japonês: 小塚 崇彦, Hepburn: Takahiko Kozuka, Nagoya, Aichi, 27 de fevereiro de 1989) é um ex-patinador artístico japonês. Em março de 2016 ele anunciou sua aposentadoria das competições.

## Principais Resultados
| Resultados | Resultados    | Resultados       | Resultados    | Resultados       | Resultados        | Resultados       | Resultados        | Resultados        | Resultados        | Resultados        | Resultados       | Resultados        | Resultados        | Resultados    |
| Internacional | Internacional | Internacional    | Internacional | Internacional    | Internacional     | Internacional    | Internacional     | Internacional     | Internacional     | Internacional     | Internacional    | Internacional     | Internacional     | Internacional |
| Evento/Temporada | 2002– 2003    | 2003– 2004       | 2004– 2005    | 2005– 2006       | 2006– 2007        | 2007– 2008       | 2008– 2009        | 2009– 2010        | 2010– 2011        | 2011– 2012        | 2012– 2013       | 2013– 2014        | 2014– 2015        | 2015– 2016    |
| --- | ------------- | ---------------- | ------------- | ---------------- | ----------------- | ---------------- | ----------------- | ----------------- | ----------------- | ----------------- | ---------------- | ----------------- | ----------------- | ------------- |
| Jogos Olímpicos |               |                  |               |                  |                   |                  |                   | 4.º               |                   |                   |                  |                   |                   |               |
| Campeonato Mundial |               |                  |               |                  |                   | 8.º              | 6.º               | 10.º              | Medalha de prata  | 11.º              |                  | 6.º               | 12.º              |               |
| Campeonato dos Quatro Continentes |               |                  |               |                  |                   | 8.º              | Medalha de bronze |                   | 4.º               |                   |                  | Medalha de prata  |                   |               |
| GP Grand Prix Final |               |                  |               |                  |                   |                  | Medalha de prata  |                   | Medalha de bronze |                   | 5.º              |                   |                   |               |
| GP Cup of China |               |                  |               |                  |                   |                  |                   |                   | Medalha de ouro   |                   |                  | Medalha de bronze |                   | WD            |
| GP NHK Trophy |               |                  |               |                  | Medalha de bronze |                  |                   | 7.º               |                   | Medalha de prata  |                  |                   |                   |               |
| GP Rostelecom Cup |               |                  |               |                  |                   | 5.º              |                   | Medalha de prata  |                   |                   | Medalha de prata |                   | 6.º               | 9.º           |
| GP Skate America |               |                  |               |                  |                   | 8.º              | Medalha de ouro   |                   |                   | Medalha de bronze | Medalha de ouro  | 6.º               |                   |               |
| GP Skate Canada International |               |                  |               |                  |                   |                  |                   |                   |                   |                   |                  |                   | 8.º               |               |
| GP Trophée Éric Bompard |               |                  |               |                  | 6.º               |                  | Medalha de prata  |                   | Medalha de ouro   |                   |                  |                   |                   |               |
| Gardena Spring Trophy |               |                  |               |                  |                   |                  |                   |                   |                   |                   | Medalha de ouro  |                   |                   |               |
| Jogos Asiáticos de Inverno |               |                  |               |                  | 4.º               |                  |                   |                   |                   |                   |                  |                   |                   |               |
| Universíada |               |                  |               |                  |                   |                  |                   |                   |                   |                   |                  |                   | Medalha de prata  |               |
| Internacional – Júnior |               |                  |               |                  |                   |                  |                   |                   |                   |                   |                  |                   |                   |               |
| Campeonato Mundial Júnior |               |                  |               | Medalha de ouro  |                   |                  |                   |                   |                   |                   |                  |                   |                   |               |
| JGP Grand Prix Júnior Final |               |                  |               | Medalha de ouro  |                   |                  |                   |                   |                   |                   |                  |                   |                   |               |
| JGP JGP Canadá | 4.º           |                  |               | Medalha de prata |                   |                  |                   |                   |                   |                   |                  |                   |                   |               |
| JGP JGP Hungria |               |                  | 7.º           |                  |                   |                  |                   |                   |                   |                   |                  |                   |                   |               |
| JGP JGP Japão |               |                  |               | Medalha de ouro  |                   |                  |                   |                   |                   |                   |                  |                   |                   |               |
| JGP JGP México |               | Medalha de prata |               |                  |                   |                  |                   |                   |                   |                   |                  |                   |                   |               |
| JGP JGP Polônia |               | 9.º              |               |                  |                   |                  |                   |                   |                   |                   |                  |                   |                   |               |
| Nacional |               |                  |               |                  |                   |                  |                   |                   |                   |                   |                  |                   |                   |               |
| Campeonato Japonês |               |                  | 4.º           | 4.º              | 6.º               | Medalha de prata | Medalha de prata  | Medalha de bronze | Medalha de ouro   | Medalha de prata  | 5.º              | Medalha de bronze | Medalha de bronze | 5.º           |
| Campeonato Japonês – Júnior | 7.º           | 6.º              | 4.º           | Medalha de ouro  |                   |                  |                   |                   |                   |                   |                  |                   |                   |               |
| Equipes |               |                  |               |                  |                   |                  |                   |                   |                   |                   |                  |                   |                   |               |
| Troféu Mundial por Equipes |               |                  |               |                  |                   |                  | 3T/8P             |                   |                   | 1T/6P             |                  |                   |                   |               |
| Japan Open |               |                  |               |                  |                   |                  |                   | 3T/4P             | 1T/4P             | 3T/3P             | 1T/2P            | 1T/2P             | 3T/6P             |               |
| |               |                  |               |                  |                   |                  |                   |                   |                   |                   |                  |                   |                   |               |
| Legenda: GP = Grand Prix; JGP = Grand Prix Júnior; T = Posição da equipe; P = Posição individual; Competição não foi disputada nesta temporada |               |                  |               |                  |                   |                  |                   |                   |                   |                   |                  |                   |                   |               |